# Zakanale (województwo świętokrzyskie)
Zakanale – wieś w Polsce położona w województwie świętokrzyskim, w powiecie starachowickim, w gminie Brody.
W latach 1975–1998 miejscowość należała administracyjnie do województwa kieleckiego.